# Закон гір
«Закон гір» (інша назва: «Хевісбері Гоча») — радянський чорно-білий драматичний художній фільм 1964 року, знятий режисером Ніколозом Санішвілі на кіностудії «Грузія-фільм».

## Сюжет
За однойменним твором Олександра Казбегі. Дія фільму відбувається у XVII столітті. Ще під час весілля свого друга Гугуа Онісе зрозумів, що любить його дружину Дзідзію. Але він заприсягся бути їй братом і оберігати її. Дзідзії теж більше подобався Онісе, а Гугуа вона не любила, заміж вийшла за нього з волі рідних. Через деякий час на їхню вільну громаду рушили війська князя Еріставі. Серед волелюбних горян, які стали на захист своєї свободи, були й обидва товариші. Батько Онісе, Хевісбері Гоча, доручив синові охороняти перевал. Сидячи в засідці, Онісе випадково почув розмову Гугуа та Дзідзії, яка зізнається чоловікові, що любить не його, а Онісе. Розлючений Гугуа вирішив убити друга і вирушив на його пошуки, а Онісе, тим часом покинувши свою посаду, зустрівся з Дзідзією. Скориставшись недоглядом друзів, вороги проникли через перевал. Хевісбері суворо засудив свого сина за зраду: він сам убив його. А Гугуа, зрозумівши, що першопричиною всього став він, кінчає життя самогубством.

## У ролях
- Лейла Абашидзе — Дзідзія
- Тенгіз Арчвадзе — Гугуа
- Нугзар Шарія — Онісе
- Спартак Багашвілі — Хевісбері Гоча
- Катерина Аміреджібі — Хазуа, мати Дзідзії
- Михайло Мгеладзе — епізод
- Олександр Оміадзе — старий мохевець
- Шота Схіртладзе — епізод
- Яків Трипольський — епізод
- Михайло Чубінідзе — князь Еріставі
- Шалва Бежуашвілі — епізод
- Михайло Султанішвілі — епізод
- Давид Окросцварідзе — епізод
- Ладо Цхваріашвілі — епізод
- Султан Квітаїшвілі — священник
- Алексі Мамрікішвілі — епізод
- Валеріан Елошвілі — епізод

## Знімальна група
- Режисер — Ніколоз Санішвілі
- Сценаристи — Ніколоз Санішвілі, Арчіл Сулакаурі
- Оператор — Фелікс Висоцький
- Композитори — Р. Долідзе, Реваз Лагідзе
- Художник — Реваз Мірзашвілі